# 敬老パス (名古屋市)
敬老パス（けいろうパス）は、愛知県名古屋市が65歳以上の市民に対して発売する福祉乗車証（定期乗車券）である。

## 概要
かつては敬老特別乗車券と称し、無償で交付していたが、財政悪化に伴い2005年（平成17年）度より有料化された。
ただし、福祉特別乗車券と併用することは出来ないので、どちらかを選択する必要がある。2016年（平成28年）9月1日から順次ICカードmanacaへ移行された。ICカードへ移行後は、通常のmanacaと同様に名古屋鉄道、JR東海等の全国交通系ICカード対応の鉄道、路線バスで利用可能である。一部利用制限がある割引用manacaとは異なる。
名古屋市の事業費は年間約140億円（2017年（平成29年）度）、交付人数は約33万人（2016年（平成28年）度）。

## 交付・期限更新箇所

### 交付
名古屋市内に所在する簡易郵便局を除く郵便局の貯金窓口になっていたが、ICカード化された後は、市内の区役所での交付となる。

### 期限更新
更新は、地下鉄の各駅の券売機、名鉄管轄の上小田井駅、上飯田駅を除いた地下鉄各駅の駅長室、名古屋駅、金山駅、栄駅にある交通局サービスセンター、市内の区役所または郵便局での更新となる。
郵便局で更新する場合は、住んでいる区の区役所福祉課（支所管内は支所区民福祉課）へ電話し、納付書を自宅へ郵送してもらう。窓口で敬老パスを預け、負担金を支払い、敬老パスを区役所、支所へ郵送し更新手続きを行う為、即日更新は出来ない。

## 有効期間
満65歳になって最初に購入した場合は、最初に到来する8月31日まで。
毎年9月1日から翌年8月31日までの1年間。更新は有効期限の14日前から納付書と旧乗車券を持参し郵便局で行う。
有効期限を表す日付は、赤い太文字で書かれている。それに対し、福祉特別乗車券のそれは黒い太文字である。

## 発売額
発売額
負担金は本人の介護保険料の段階によって決定される。負担金の他、通常のmanacaと同様にデポジットの500円が必要である。
- 1段階から3段階 - 1,000円
- 4段階 - 3,000円
- 5段階から8段階 - 5,000円
  - いずれも3月以降交付の場合は半額

## 利用可能区間

### 2018年9月以前
- 名古屋市営地下鉄・名古屋市営バス全線[1]
- 名古屋ガイドウェイバスガイドウェイバス志段味線：大曽根駅 - 高蔵寺駅間[1]
- 名古屋臨海高速鉄道あおなみ線全線[1]
- メーグル全線[1]

### 2018年10月から試験導入
- 名鉄小牧線(名古屋市内に限る。立替乗車方式)
  - 約1700人の利用申請があった。

### 2022年（令和4年）2月1日から導入
いずれも名古屋市内での乗降に限る。
- 名古屋鉄道（赤池駅は対象だが、下小田井駅は対象外）
- 近畿日本鉄道
- 東海旅客鉄道
- 三重交通バス[3][4]
- 名鉄バス（大治町と豊明市の名古屋市営バスの路線が重複する区間は特例で利用可能）[3]

2022年（令和4年）2月から導入される区間については、名古屋市内相互発着のみ有効で、事前にチャージをし、自動改札機で入出場した場合に立替支払い後に利用実績をもとに2か月後に指定された口座へ振り込みがされる（償還払いによる方法で適用する）。名古屋市内の駅から一駅でも乗り越すと（例えば名鉄瀬戸線を利用して名古屋市内の駅から乗って印場駅で降りた場合）、未使用として扱われ、乗車駅・乗車停からの運賃又は乗車料金が全額かかり振り込まれない（定期乗車券や回数乗車券とは異なり乗越精算とはならない。地下鉄から名鉄線の市外駅へ乗り越した場合は地下鉄区間のみ無料とみなされる。地下鉄線を通り抜けて名鉄線の駅で乗り降りした場合も同様。乗り越しても名古屋市内の駅まで行ったら振り込みの対象となる）。自動券売機で乗車券を購入乗車や有人改札での入出場や精算しても対象外になる。名古屋市内相互発着であっても名鉄電車・名鉄バスによるmanacaの乗継割引は通常のmanacaと同様に条件を満たせば適用される。
福祉特別乗車券 (名古屋市)は無料交付かつ利用限度回数がないので、名古屋市内の郊外部の利用者を中心に回数制限撤廃の声が聞かれる。回数制限の緩和策として、2024年2月1日より、1日2回迄は市バス同士、市バスと地下鉄を90分以内に乗り継いで利用する場合1回の利用に数えられるように見直しが行われている。なお、市バス同士の場合は他社を介しても規定時間内であれば適用されるが、地下鉄名鉄直通を利用した場合はこちらを1回としてカウントする為、市バスに乗り継いだ場合は対象外。

## 利用状況・不正利用
2017年（平成29年）3月から半年間の利用頻度を集計した際、半年間で40万円分以上使用した者が10人いたことから、第三者へ貸与・譲渡の不正乗車の可能性が疑われており、今後、利用回数制限や利用限度額を導入することを検討している。半年間で50万円利用は1日平均13回、最大2400回乗車したことになる。
転売の可能性も疑われており、バス地下鉄の全線定期券は1ヶ月18200円なので年間で約20万円になることから、5 - 6万円で転売の噂があると言う
2018年（平成30年）の調査では約33万人の利用があり、その内、年間2000回以上の乗車者が約500人、40万円分以上の乗車者約900人（内50万円分以上が約300人）居た事が判明しており、1人平均の年間利用回数と金額は210回の約48000円。最大は4350回（1日平均12回）。このため、2022年2月の利用区間拡大時に、フリーパス方式から回数乗車券方式とし、利用上限回数を1年間に730回（1日平均2回）と定める。
365回、630回使用するとで連絡通知が来る。上限を超えた時も郵送連絡がされ、約2週間後に使えなくなるので、実費負担になる。なお、100回未満は全体の半分、730回未満は全体の95%である
横浜市敬老パスに於いてもほぼ同様な利用状況・事象が起きており、2022年10月から1年間に5034回(1日平均14回)もの使用者が居ることが判明しており、730回未満の利用者数は95%(内未使用者5%)であり、廃止・縮小・利用制限などの声も聞かれる
2023年の調査では73回以下の利用者は全体の6割強に当たる約40万人で、730回以上は約5200人、1000回以上は1名いる事が判明している